# 王抗
王抗（？—？），表字不詳，琅邪人，中國南北朝時期圍棋棋手。

## 生平
王抗在南朝宋曾任彭城丞，在南齊官至給事中。
宋明帝喜歡下棋，更曾設立「圍棋州邑」這個特別部門，以建安王劉休仁為圍棋大中正，王抗與王諶、沈勃及庾珪之則為小中正。在齊時，王抗的棋藝為第一品，齊高帝曾經命第二品的棋手褚思莊與王抗對弈，二人由早上一直下到日落才下完一局，連高帝也看得太累要回省休息。命二人至五更夜才繼續，王抗也隨即就寢休息，然而褚思莊卻通宵不寐。後齊武帝又曾敕命王抗品評棋手等級。北魏李彪出使南朝時有北魏棋手范寧兒隨行，武帝就命王抗與寧兒對弈，然寧兒最終獲勝。

## 评价
明朝馮元仲評王抗棋風為「有千里豹，王抗速思取势。」。